# تايجونغ ملك جوسون
الملك تايجونغ (18 مايو 1367 - 10 مايو 1422) الملك الثالث لمملكة جوسون ووالد الملك العظيم سيجونغ.

## تأسيس جوسون
- ولد باسم يي بانغ وون في سنة 1367، وهو الابن الخامس للملك تايجو، وهو حفيد يي جاتشن.
- كان ضابطاً محنكاً في مملكة كوريو عام 1382.
- خلال أيامه الأولى ساعد والده للحصول على دعم المواطنين والمسؤولين ذي النفوذ في الحكومة.
- ساعد والده في إنشاء مملكة جديدة، عن طريق اغتيال المسؤولين ذي النفوذ مثل جيونغ مونغ-جو والذي كان وفياً لمملكة كوريو.

## صراع الأمراء
- في عام 1392 ساعد والده في قلب مملكة كوريو، وإقامة مملكة جديدة هي جوسون.
- كان (يي بانغ وون) يتوقع أنه سيعين كولي للعهد لأنه ساهم في تأسيس المملكة الجديدة، ولكن والده ورئيس الوزراء فضلا الابن الثامن للملك تايجو وهو يي بانغ سيوك فأصبح ولياً للعهد في 1392.
- نشأ هذا الصراع فعلياً بسبب جيونغ دو-جيون، الذي شكل وأرسى الأسس الأيديولوجية والمؤسسية والقانونية للمملكة الجديدة، أكثر من أي شخص آخر.
- رأى جيونغ دو-جيون مملكة جوسون كمملكة يقودها الوزراء الذين يعينهم الملك، في حين أن (يي بانغ وون) أراد تأسيس ملكية مطلقة ترأس من قبل الملك مباشرة.
- كان كلا الجانبين يدرك العداء الكبير بينهما وكانا يستعدان للضرب أولاً.
- بعد موت الملكة سينديوك، وبينما كان الملك تايجو في حداد عليها، هاجم (يي بانغ وون) القصر، وقام بقتل رئيس الوزراء جيونغ دو-جيون ومؤيديه، وابني الملكة سينديوك بما فيهم ولي العهد عام 1398.
- عرفت هذه الحادثة باسم: الصراع الأول بين الأمراء.
- ذعر الملك من استعداد أبنائه على قتل بعضهم البعض من أجل التاج، وأرهقته وفاة زوجته نفسياً، فقام فوراً بتتويج ابنه الثاني يي بانغ جوا كحاكم جديد.
- كانت أول أعمال الملك الجديد، نقل العاصمة إلى كايسيونج، لأنه اعتقد أنه يشعر بالراحة هناك أكثر.
- دخل (يي بانغ وون) في صراع آخر مع أسخط أخوانه وهو (يي بانغ جان) الذي أراد الحصول على السلطة أيضاً.
- في عام 1400 أصيب الجنرال (باك بو) بخيبة أمل، لعدم مكافأة (يي بانغ وون) له في الصراع الأول، فتحالف مع (يي بانغ جان) وتمردوا، فيما عرف باسم: الصراع الثاني بين الأمراء.
- نجح (يي بانغ وون) في هزيمة قوات أخيه، وأعدم الجنرال (باك بو) وأُرْسِلَ أخاه إلى المنفى.
- قام الملك جيونغجونغ والذي كان خائفاً من أخيه ذي السلطة المتزايدة بتعيينه كولي للعهد وتنازل له فيي نفس العام.
- تولى (يي بانغ وون) العرش باسم الملك تايجونغ، الملك الثالث لمملكة جوسون.

## تعزيز سلطته الملكية
- في بداية عهد الملك تايجونغ، رفض الملك الأكبر السابق تايجو التخلي عن الختم الملكي الذي يدل على شرعية الملك.
- بدأ الملك تايجونغ الشروع في سياسات كان يعتقد أنها ستثبت مؤهلاته للحكم.
- كان أحد أعماله الأولى كملك إلغاء الامتيازات التي تتمتع بها الطبقات العليا في الحكومة والطبقة الأرستقراطية بالحصول على جيوش خاصة.
- نتيجة لقرار الملك، تم قطع الطريق على أي أحد ليحشد الجيوش وينظم انقلاباً على الحكومة، مما زاد من عدد القوات الوطنية المسلحة بشكل كبير.
- كان القرار الثاني للملك بشأن القوانين الخاصة بالضرائب على ملكية الأراضي وتسجيلها في الحكومة.
- زاد الدخل القومي للدولة للضعف تقريباً بعد اكتشاف أراض أخفيت سابقاً.
- أنشأ نظام هوباي، وهو نظام للتعرف على الشخصية، وتستخدم لمراقبة تحركات الناس.
- وضع طبلاً أمام الديوان، بحيث يستطيع أي شخص من عامة الشعب أن يأتي ويتشاور مع الملك.

## الملكية المطلقة
- أنشأ الملك حكومة مركزية قوية بملكية مطلقة، وفي عام 1399 لعب دوراً هاماً في تفكيك جمعية دوبيونغ (مجلس إدارة حكومة قديم، احتكر السلطة في الديوان الملكية خلال آخر سنوات مملكة كوريو) وأنشأ مجلس الدولة وهو فرع جديد للإدارة المركزية التي تتمحور حول الملك وأوامره.
- بعد قراءة العديد من الوثائق والتشريعات والضرائب، أصدر الملك تايجونغ مرسوماً جديداً فيه جميع القرارات الصادرة بموافقة الملك رؤيتها في مجلس الدولة.
- أنهى هذا القرار العرف القائل باتخاذ القرار من قبل الوزراء والمستشارين بعد مفاوضات ومناقشات فيما بينهم، مما أعطى السلطة الملكية آفاقاً جديدة.
- بعد ذلك بفترة قصيرة، أسس الملك تايجونغ مكتباً باسم مكتب سينمون للنظر في القضايا التي شعر أنها حكمت بغير عدل من قبل المسؤولين الحكوميين والأرستقراطيين.
- على أية حال، أبقى الملك على جزء كبير من إصلاحات رئيس الوزراء السابق.
- دعم الكونفشيوسية وهي فلسفة سياسية وليست دينية، مما تسبب بالابتعاد عن البوذية والتي كانت بعيدة عن الحياة اليومية والتي اختفى دعمها السابق من ملوك كوريو.
- أغلق الكثير من المعابد واستولى على ممتلكاتها وأضافها للخزينة الوطنية.
- في الوقت نفسه، كرم جيونغ مون-جو وأعطاه بعد وفاته لقب رئيس مستشاري الدولة (يعادل لقب رئيس الوزراء).
- كان مستقيماً ويميل إلى التشدد، هاجم الجورتشين على الحدود الشمالية، وهاجم القراصنة اليابانيين على الساحل الجنوبي.
- كان مسؤولاً عن الهجوم على أويوي في جزيرة تسوشيما عام 1419.
- شجع المطبوعات والتجارة والتعليم.
- أسس وشجع الحرس الملكي والشرطة السرية في نفس الوقت.
- في عام 1418 تنازل عن العرش لابنه الملك العظيم سيجونغ، لكنه استمر بالحكم بقبضة من حديد، والبت في المسائل الهامة.
- أعدم صهر ابنه (شيم-أون) وأخاه.
- أعدم تايجونغ ونفى العديد من أنصاره الذين دعموه في الوصول للعرش من أجل تعزيز الملكية المطلقة.
- قتل إخوة (الملكة وونغيونغ) الأربعة، وأعدم صهر ابنه (شيم-أون) وأخاه.
- ما زال الملك تايجونغ، شخصية مثيرة للجدل، حيث قتل العديد من خصومه وأقاربه للوصول للسلطة، ثم حكم وأصبح يحاول تحسين حياة السكان وعزز الدفاع الوطني، ووضع أسساً متينة لحكم خليفته (سيجونغ).
- كان الملك تايجونغ معروفاً بشغفه للصيد، مما اعتبر غير لائق في الحكم.

## أسرته
- الأب: الملك تايجو.
- الأم: الملكة سينيوي من عشيرة أنبيون هان.

الزوجات وأبناءهم:
- الملكة وونغيونغ من عشيرة يوهيونغ مين(11 يوليو 1365 - 10 يوليو 1420)[1] أنجبت:

1. يي جي، الأمير العظيم يانغنيونغ.

2. يي بو، الأمير العظيم هيوريونغ (1396 - 1486).

3. يي دو، الأمير العظيم تشونغنيونغ الملك العظيم سيجونغ.

4. يي جونغ، الأمير العظيم سيونغنيونغ (1405 - 1418).

5. الأميرة جيونسون(1385-1460).

6. الأميرة جيونغجيونغ(؟ - 1455).

7. الأميرة جيونغ-آن(1393-1415).

8. الأميرة جيونغسيون (1404-1424).
- الزوجة الملكية، النبيلة هيو من عشيرة تشيونغبونغ كيم(؟ - 1454)[7] أنجبت:

1. يي بي، الأمير العظيم جيونغنيونغ(1395-1458).
- الزوجة الملكية، النبيلة شين من عشيرة يونغوول شين,[8][9] أنجبت:

1. يي إن، الأمير هامنيونغ.

2. يي جيونغ، الأمير أونيونغ.

3. الأميرة جيونشين.

4. الأميرة جيونغجيونغ.

5. الأميرة ساكجيونغ.

6. الأميرة سوك-نيونغ.

7. الأميرة سوكجيونغ.

8. الأميرة سوكجيون.

9. الأميرة سوشين.
- الزوجة الملكية، النبيلة سيون من عشيرة آهن (؟ - 1468),[17][18] أنجت:

1. يي جي، الأمير هايريونغ (1407 - 1440).

2. يي تشي، الأمير إيك-نيونغ (1424 - 1464).

3. الأميرة سوسوك.

4. الأميرة جيونغشين.
- الزوجة الملكية، النبيلة يوي من عشيرة كوون أنجبت:

1. الأميرة جيونغهاي.
- الزوجة الملكية، النبيلة سو من عشيرة نو (؟ - 1479),[22][23] أنجبت:

1. الأميرة سوكهاي.(؟ - 1464)
- الزوجة الملكية، النبيلة ميونغ من عشيرة أندونغ كيم أنجبت:

1. الأميرة سوك-آن.
- الزوجة الملكية، النبيلة جيونغ من عشيرة جو (؟ - 1426) أنجبت:

1. يي نونغ، الأمير جيوننيونغ.
- الزوجة الملكية، النبيلة تشوي سوك-يوي أنجبت:

1. يي تا، الأمير هويريونغ.
- الأميرة ديوك-سيوك من عشيرة لي أنجبت:

1. يي جان، الأمير هوريونغ.

2. الأميرة سوك-سون.
- السيدة سوكجونغ من عشيرة كيم.
- السيدة يويجيونغ من عشيرة جو.
- السيدة هايسون من عشيرة لي.
- السيدة شينسون من عشيرة لي.
- الأميرة هايسيون من عشيرة هونغ.
- الأميرة سونهاي من عشيرة جانغ.
- الأميرة سيو-جيونغ من عشيرة جيوم.

## اسمه الكامل بعد الوفاة
- الملك تايجونغ جونغجيونغ سيونغديوك سين جونغ جيونتشون تشيجيوك دايجيونغ جايو مونمو ييتشيول سيونغول جوانغهايو العظيم.
- King Taejong Gongjeong Seongdeok Sin-gong Geoncheon Chegeuk Daejeong Gye-u Munmu Yecheol Seongnyeol Gwanghyo the Great.
- 태종공정성덕신공건천체극대정계우문무예철성렬광효대왕.
- 太宗恭定聖德神功建天體極大正啓佑文武叡哲成烈光孝大王.

## التصوير الحديث

### في الدراما
- «دول مختلفة [الكورية]» (ك.ب.س, في عام 1983, الممثل:إم هيوكجو [الكورية]).
- «ملك قصر تشدونغ [الكورية]» (إم.ب.س, في عام 1983, الممثل:إي جونغل [الكورية]).
- «دموع التنين [الكورية]» (ك.ب.س, في عام 1996 ~ 1998, الممثل:يو دونغن [الكورية]).
- «سيجونغ الملك العظيم [الكورية]» (ك.ب.س, في عام 2008, الممثل:كم يونغتشول [الكورية]).
- «أشجار عميقة الجذور [الكورية]» (س.ب.س, في عام 2011, الممثل:بايك ينشغ [الكورية]).
- «الرائي العظيم [الكورية]» (س.ب.س, في عام 2012 ~ 2013, الممثل:تشوي تايجن [الكورية]).
- مسلسل التنانين الستة الطائرة | قناة sbs | 2016 | الممثل: يو ايي إن
- مسلسل بلدي | قناة JTBC | عام 2019 | الممثل : جانغ هيوك
- مسلسل تايجونغ يي بانغ وون | قناة KBS | عام 2021 | الممثل : جو سانغ ووك.[27]

### في الأفلام
- «أنا ملك [الكورية]» (في عام 2012, الممثل:باك يونغكيو [الكورية]).